# David Burgess
David Burgess (ur. 14 lutego 1986 roku w Irvine) – amerykański koszykarz, występuje na pozycji środkowego. 

## Przebieg kariery
Karierę koszykarską rozpoczynał w szkole Woodbridge High School. W roku 2003 wystąpił podczas Mistrzostw Świata U-19 w Koszykówce Mężczyzn 2003, na których reprezentacja Stanów Zjednoczonych zajęła 5. miejsce. W latach 2004–2005 reprezentował zespół Brigham Young University. 15 grudnia 2005 roku podpisał kontrakt z drużyną Gonzaga University, jednak zgodnie z przepisami obowiązującymi w NCAA w nowym zespole mógł zadebiutować najwcześniej 16 grudnia 2006 roku. W latach 2007–2009 reprezentował Azusa Pacific University. W sierpniu 2009 roku podpisał kontrakt z bułgarskim klubem Rilski Sportist Samokow. W pierwszym sezonie rozegrał 26 spotkań ligowych, w których zdobywał średnio 8,5 punktu i miał 7,4 zbiórki na mecz. Wystąpił również w 9 meczach Ligi Bałkańskiej. Po sezonie, z powodu zaległości finansowych klubu, rozwiązał z nim kontrakt. Od grudnia 2010 roku trenował z Zastalem Zielona Góra, z którym 25 stycznia 2011 roku podpisał kontrakt.

## Życie prywatne
Ma trzech braci i jedną siostrę. Wspólnie z Chrisem występował w jednym klubie, Zastalu Zielona Góra. Koszykówkę uprawiali także: jego drugi brat Joshua, siostra Angela i kuzyn Sam.

## Statystyki ligowe
| Sezon   | Drużyna                 | M  | S5 | MPG  | FG%   | 3P%  | FT%   | RPG | APG | SPG | BPG | PPG |
| ------- | ----------------------- | -- | -- | ---- | ----- | ---- | ----- | --- | --- | --- | --- | --- |
| 2009/10 | Rilski Sportist Samokow | 26 | ?  | 22,9 | 58,7% | 0,0% | 60,6% | 7,4 | 1,0 | 0,5 | 0,5 | 8,5 |
| 2010/11 | Zastal Zielona Góra     | 12 | 4  | 19,1 | 57,0% | 0,0% | 42,0% | 5,8 | 1,1 | 0,8 | 0,8 | 6,2 |